# Antona peruviana
Antona peruviana là một loài bướm đêm thuộc phân họ Arctiinae, họ Erebidae.